# Belfast (Maine)
Belfast is een plaats (city) in de Amerikaanse staat Maine, en valt bestuurlijk gezien onder Waldo County.

## Demografie
Bij de volkstelling in 2000 werd het aantal inwoners vastgesteld op 6381.
In 2006 is het aantal inwoners door het United States Census Bureau geschat op 6803, een stijging van 422 (6,6%).

## Geografie
Volgens het United States Census Bureau beslaat de plaats een oppervlakte van
99,4 km², waarvan 88,2 km² land en 11,2 km² water. Belfast ligt op ongeveer 113 m boven zeeniveau.

## Plaatsen in de nabije omgeving
De onderstaande figuur toont nabijgelegen plaatsen in een straal van 36 km rond Belfast.